# Левски (Главиница)
Вижте пояснителната страница за други значения на Левски.
ФК Левски е български футболен отбор от град Главиница, област Силистра. Основан е през 1984 г.
През 1992/93 достига до 1/32-финал за купата на страната, като отстранява Спортист (Генерал Тошево) с 3:1 като гост, а след това и Калиакра (Каварна) с 2:1 като домакин, но накрая отпада от Доростол (Силистра) с 2:4 и 1:3.
През 1996 г. е преименуван на „Левски 96“. През сезон 2002/03 отново достига до 1/32-финал, но е отстранен от Янтра (Габрово) с 1:2. Играе мачовете си на градския стадион, с капацитет 1500 зрители.

## Успехи
- 1/32-финалист за купата на страната през 1992/93 и 2002/03 г.

## Известни футболисти
- Самир Селимински
- Иван Вълков (футболист)
- Димитър Перчемлиев
- Иван Христов (футболист)
- Младен Младенов (футболист)
- Денис Кирилов (футболист)